# Le Sabine (Rossi)
Le Sabine è un'opera in un prologo e due atti di Lauro Rossi, su libretto di Giovanni Peruzzini. La prima rappresentazione ebbe luogo al Teatro alla Scala di Milano il 21 febbraio 1852.

## Trama
L'azione, parte nella nascente Roma, parte nelle sue vicinanze
La trama narra delle vicende di Romolo che, decide, su consiglio di Nettuno, data la presenza esclusiva di uomini nella Roma da poco fondata, di rapire le donne sabine attirandole in città con una celebrazione. Fra le rapite c'è Ersilia, amante del re sabino Tazio ed amata dal giovane e turbolento Talisio; ad amare Tazio è però anche la smaniosa Tarpea che, quando il popolo nemico decide di vendicare l'affronto, apre, per amore, al re le porte della città. Questo tradimento è tuttavia punito con la morte dallo stesso Tazio; ma alla fine, quando ormai Romani e Sabini sono in procinto di scontrarsi a sangue, le Sabine, guidate da Ersilia, frenano lo scontro e riportano la pace, mentre si celebra l'alleanza fra i due popoli e l'amore fra Tazio ed Ersilia, dopo che Talasio ha magnanimamente rinunciato alla sua passione.

## Struttura musicale
- Preludio

### Prologo
- N. 1 - Introduzione, Cavatina di Romolo e Stretta In quell'antro al Dio sacrato - Il Dio parlò! - O Roma, di lieto sorriso t'abbella (Coro, Talisio, Manlio, Romolo)
- N. 2 - Aria di Talisio In un dì sacrato a Vesta (Talisio, Manlio)
- N. 3 - Finale Fervon d'immenso popolo (Coro, Talisio, Tazio, Ersilia, Romolo, Lavinio, Manlio)

### Atto I
- N. 4 - Cavatina di Tarpea Empio, di tua perfidia
- N. 5 - Duetto fra Talasio ed Ersilia Di te men rigide
- N. 6 - Aria di Tazio Gronda ancora e pianto e sangue
- N. 7 - Duetto fra Tazio e Tarpea Donna!... da me tu chiedere
- N. 8 - Finale L'aure commosse suonino (Coro, Romolo, Ersilia, Talasio, Manlio)

### Atto II
- N. 9 - Introduzione Ferve la pugna! Dubbia (Coro)
- N. 10 - Duetto fra Ersilia e Tazio Egli è là! da mille spade
- N. 11 - Finale T'amai - D'amor più tenero (Talasio, Coro, Tazio, Ersilia, Romolo)